# Adnan al-Malki
Adnan al-Malki (arabe: عدنان المالكي) (1918 - 22 avril 1955) était un officier de l'armée syrienne et une personnalité politique nationaliste arabe du milieu du XXe siècle. Il a servi comme chef d'état-major adjoint de l'armée et était l'une des figures les plus puissantes de l'armée et de la politique nationale jusqu'à son assassinat, qui a été imputé à un militant du Parti social nationaliste syrien en 1955. Au moment de son assassinat, il avait le grade de colonel dans l'armée syrienne,.
L'assassinat d'Al-Malki a conduit à une répression du PSNS en Syrie.

## Enfance
Adnan al-Malki est né en 1918 dans une riche et prestigieuse famille damascène. La famille d'Al-Malki était à l'origine des oulémas nord-africains formés à l'école de jurisprudence Maliki.

## Carrière militaire
Adnan al-Malki était diplômé de l'Académie militaire de Homs en 1935.
En 1951, le président Adib Chichakli a interdit la plupart des partis politiques en Syrie. Al-Malki, préoccupé par les actions du président, a exhorté à la fusion du parti Baas et du parti socialiste arabe. Ce nouveau parti consolidé est devenu connu sous le nom de Parti socialiste arabe Baath à la fin de 1952. Cela a conduit à son emprisonnement en 1954. Après la fin du régime militaire, al-Malki a été réintégré dans l'armée et promu sous-chef d'état-major.

## Affiliation au Parti Baas
Al-Malki n'est jamais devenu membre du Parti Baas syrien. Il était proche de la direction militaire du Baas et son frère Riyad était baasiste de longue date. Al-Malki était un nassériste ainsi qu'un nationaliste arabe. Cela s'est heurté en particulier aux vues du PSNS nationaliste syrien qui cherchait l'unité avec le Liban, la Jordanie, l'Irak et la Palestine au lieu de l'Égypte.

## Assassinat
Le vendredi 22 avril 1955, des officiers supérieurs, dont Adnan al-Malki, se sont rendus au stade municipal de Damas pour encourager l'équipe de football de l'armée contre une équipe égyptienne en visite. al-Malki était assis dans la loge VIP avec le général Shuqayr et l'ambassadeur égyptien. À mi-chemin du match, le sergent de la police militaire Yunis Abdul Rahim a tiré deux coups de feu sur al-Malki avec son revolver le tuant. Abdul Rahim semblait avoir une motivation personnelle dans l'assassinat puisque quelques mois auparavant, al-Malki lui avait refusé l'entrée pour des raisons sectaires à l'Académie militaire de Homs. Abdul Rahim a tenté de se suicider peu de temps après, cependant, l'arme s'est bloquée et il s'est suicidé avec une arme de secours. Selon d'autres sources, Abdul Rahim n'a pas agi pour son propre compte mais a tué al-Malki sur l'ordre personnel du chef du parti du PSNS de l'époque, George Abd al-Massih. Selon Seale, l'homme derrière l'assassinat d'al-Malki était le cousin germain d'Anissa Makhlouf (femme du président baasiste Hafez al-Assad et mère de l'actuel président Bachar al-Assad), Badi Makhlouf. Pour cette raison, il a ensuite été jugé, condamné à mort et pendu.

## Héritage
Le PSNS a été interdit en Syrie. La direction du parti a été arrêtée ou exilée. Les conséquences de l'assassinat ont également entraîné une scission au sein du parti. Une grande statue d'Adnan al-Malki a été placée dans le centre de Damas et un quartier luxueux a été nommé en son honneur par le Parti Baas syrien arrivé au pouvoir en 1963.